# Łazarówka
Łazarówka (ukr. Лазарівка) – wieś na Ukrainie w obwodzie tarnopolskim, w rejonie czortkowskim.
Do 2020 w rejonie monasterzyskim.
Pod koniec XIX w. folwark i grupa domów wsi Łazarówka nosiła nazwę Suchodół (albo Suchodoły).